# Ivanon Coffie
Ivanon Angelino Coffie (Klein Curaçao, 16 mei 1977) is een Nederlandse honkbalspeler.
Coffie gooit rechtshandig en slaat linkshandig. Hij is een van de vijf eerste Antilliaanse spelers die uitkwam in de Amerikaanse Major League. Hij speelde daar in totaal in 2000 23 wedstrijden en bracht negen jaar door bij diverse clubs in Amerika. In 2007 was hij de eerste Nederlander die uitkwam in de Taiwanese competitie. Coffie speelt in 2008 bij DOOR Neptunus.
Coffie werd geboren op het eilandje Klein Curaçao vlak voor de kust van Curaçao en groeide op op Curaçao waar hij als kind begon met honkbal. In 1995 werd hij gescout door Amerikanen en begon in 1996 te spelen voor de GCL Orioles in Florida als korte stop. In 1997 verhuisde hij naar de Delmarva Shorebirds in Maryland en een jaar later speelde hij tot 1999 voor de Frederick Keys in dezelfde staat. In 2000 speelde hij voor de Rochester Red Wings en de 2000 Orioles. In 2001 speelde hij wederom bij de GCL Orioles en een jaar later werd hij geruild, waarna hij terechtkwam bij de Chicago Cubs waarvoor hij in diverse veldposities uitkwam en ook speelde voor de Iowa Cubs op uitleenbasis. Een contract daarna bij de St. Louis Cardinals liet hem spelen voor hun team, de Memphis Redbirds, en in 2003 kwam hij weer terug bij de Orioles. In dat jaar kwam hij ook voor het eerst uit voor het Nederlands honkbalteam waarmee hij deelnam aan de 2003 Baseball World Cup. In 2004 speelde hij voor een team van de Houston Astros, het Round Rock Express-team en nam met het Nederlands team deel aan de Olympische Spelen van 2004. In 2005 verhuisde Coffie naar Nederland waar hij uitkwam voor Almere '90 in de hoofdklasse en meteen een 8-homerunrecord met de houten knuppel vestigde.
In 2005 deed hij met het Nederlands team mee aan de 2005 Baseball World Cup waar hij de halve finales mee behaalde. In dat jaar werd hij ook tijdens de Europese Kampioenschappen uitgeroepen tot Meest Waardevolle Speler van het toernooi. Ook in 2006 kwam hij diverse malen uit voor het Nederlands team, tijdens de World Baseball Classic, de Haarlemse Honkbalweek, de Europese Kampioenschappen en de Intercontinental Cup. In 2007 tekende hij een contract bij de Macoto Cobras in China en werd de eerste Nederlandse honkballer die uitkwam in de Chinese professionele honkballiga waar hij tot juli speelde. Hierna keerde hij terug naar Nederland en voegde zich weer bij het Nederlands team en zijn club in Almere waar hij weinig speelde dat jaar. In 2008 ging hij terug naar Taiwan waar hij uitkwam voor de dMedia T-Rex maar weinig succes had. Omdat zijn club in Almere inmiddels was gedegradeerd uit de hoofdklasse ging hij naar DOOR Neptunus als eerste honkman waar hij momenteel in 2008 uitkomt onder nummer 17.
Sharnol Adriana · 
Wladimir Balentien · 
Johnny Balentina · 
Patrick Beljaards · 
Maikel Benner · 
Yurendell de Caster · 
Ivanon Coffie · 
Rob Cordemans · 
Robin van Doornspeek · 
Dave Draijer · 
Evert-Jan 't Hoen · 
Chairon Isenia · 
Eelco Jansen · 
Sidney de Jong · 
Ferenc Jongejan · 
Eugene Kingsale · 
Dirk van 't Klooster · 
Patrick de Lange · 
Raily Legito · 
Calvin Maduro · 
Diego Markwell · 
Ralph Milliard · 
Harvey Monte · 
Alexander Smit
Sharnol Adriana · 
David Bergman · 
Leon Boyd · 
Yurendell de Caster · 
Rob Cordemans · 
Dave Draijer · 
Michael Duursma · 
Bryan Engelhardt · 
Percy Isenia · 
Sidney de Jong · 
Michiel van Kampen · 
Eugene Kingsale · 
Dirk van 't Klooster · 
Roel Koolen · 
Raily Legito · 
Diego Markwell · 
Shairon Martis · 
Martijn Meeuwis · 
Danny Rombley · 
Jeroen Sluijter · 
Tjerk Smeets · 
Alexander Smit · 
Juan Carlos Sulbaran · 
Pim Walsma